# زبان مولداویایی
زبان مولداویایی (به رومانیایی و مولداویایی:limba moldovenească/лимба молдовеняскэ) نام دیگر زبان رومانیایی است که در کشور مولداوی رسمی است. نحوه سخن گفتن به زبان مولداویایی به زبان گفتاری مردم شمال شرقی رومانی نزدیکتر است.و هر دو کشور از یک زبان نوشتاری ادبی استاندارد استفاده می‌کنند که با خط سیریلیک نوشته می‌شود. مولداویایی همچنین یکی از زبان‌های رسمی منطقه خودمختار ترنسنیستریا است.

## نگارخانه

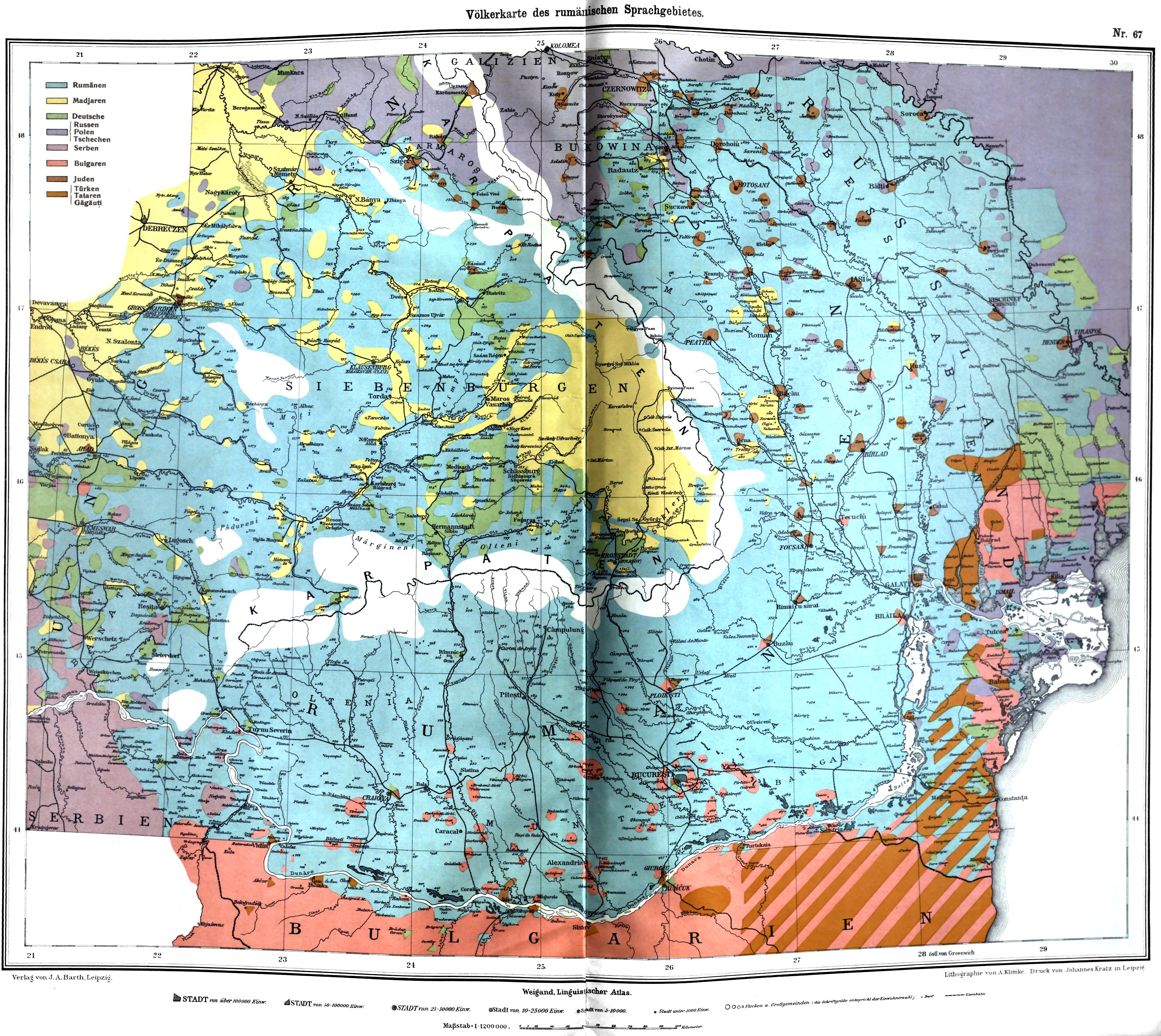
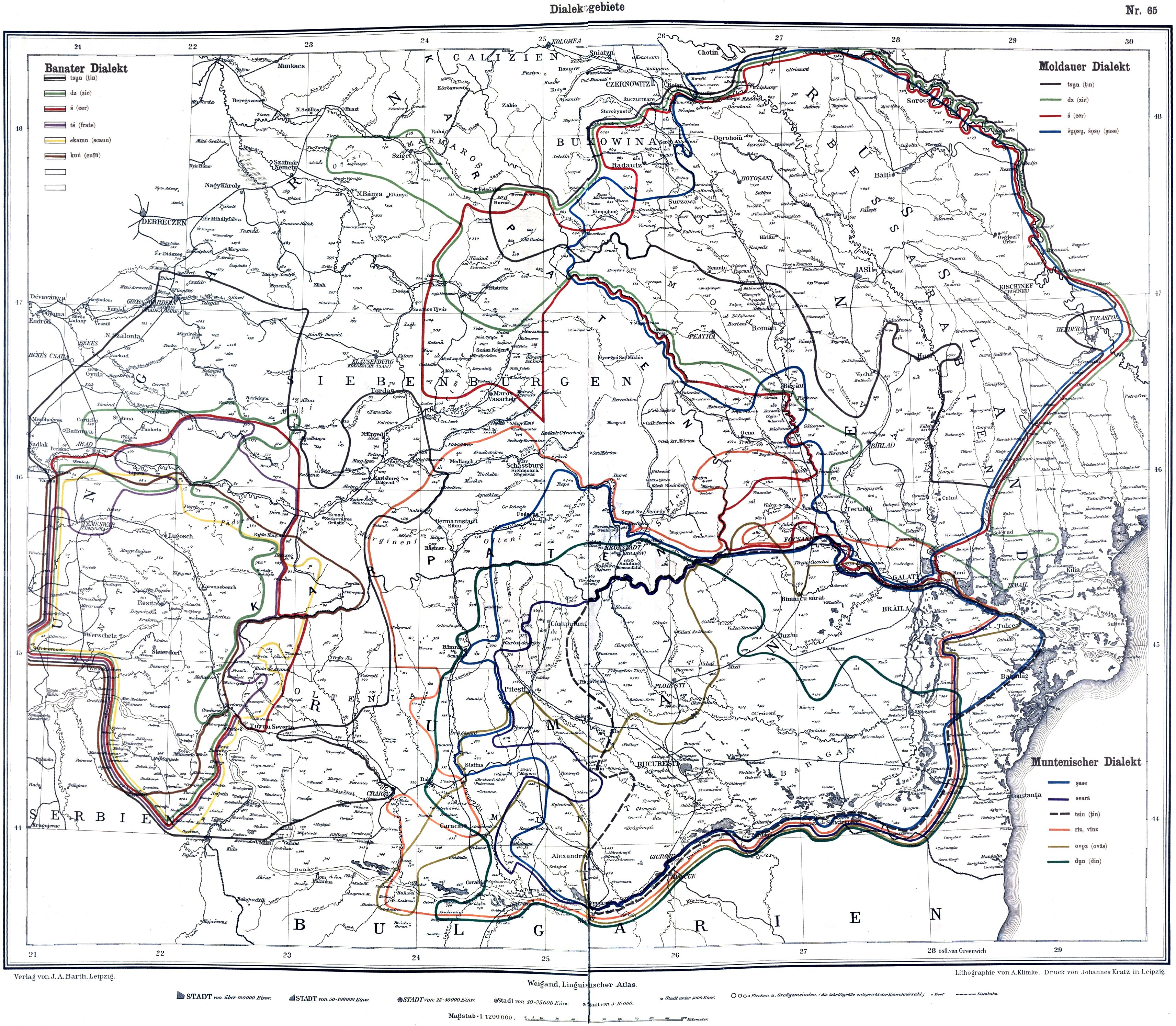
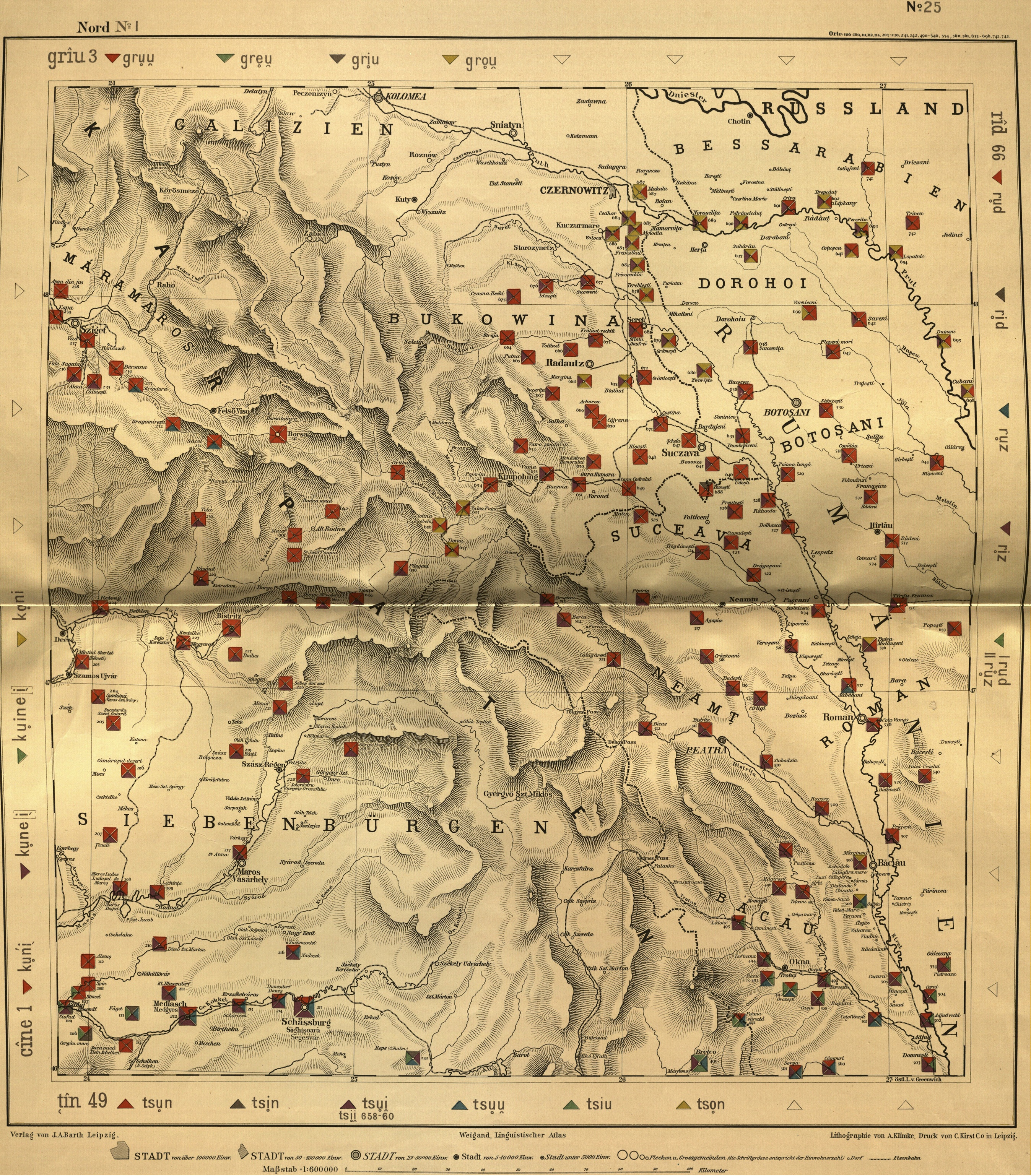
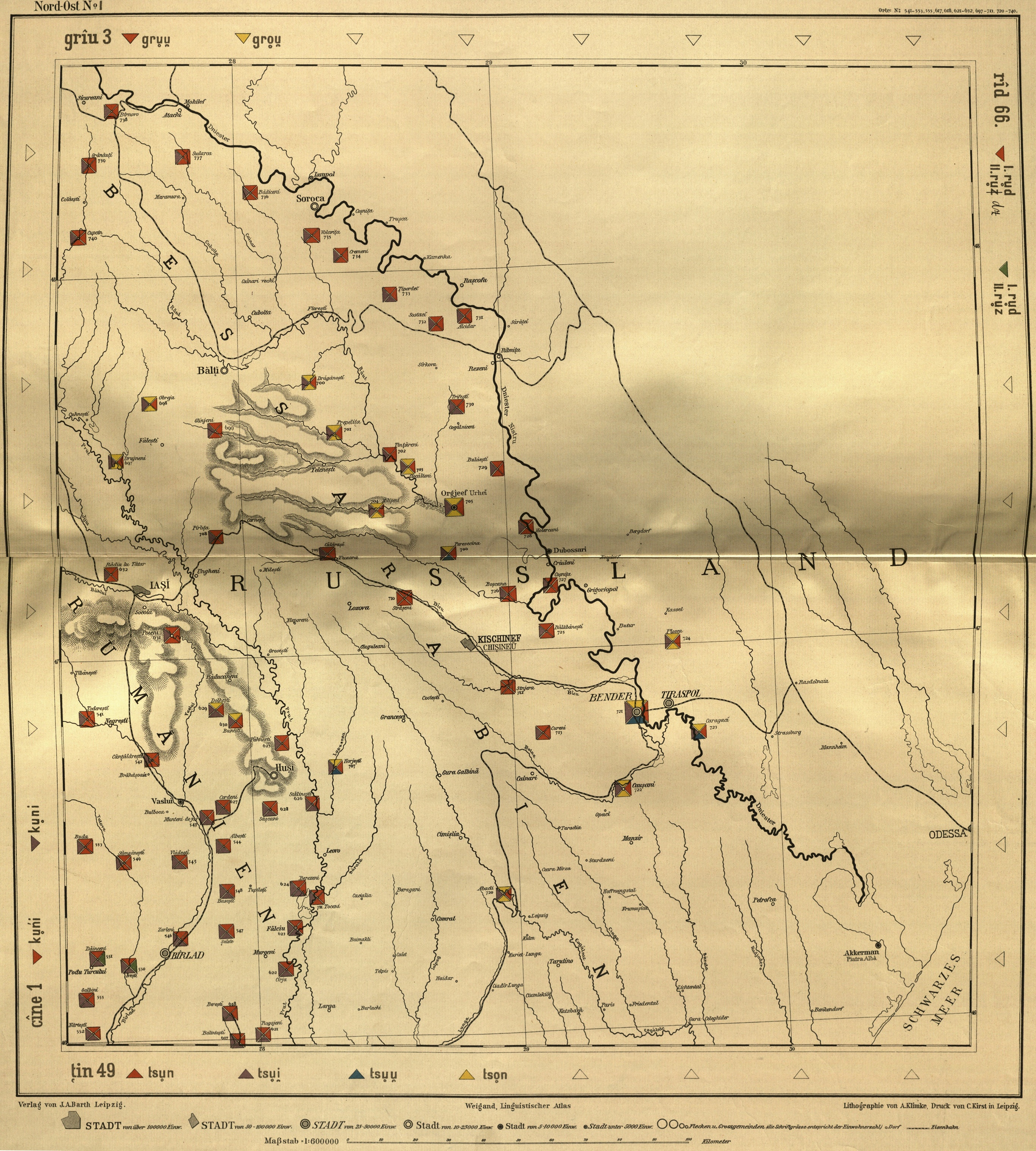
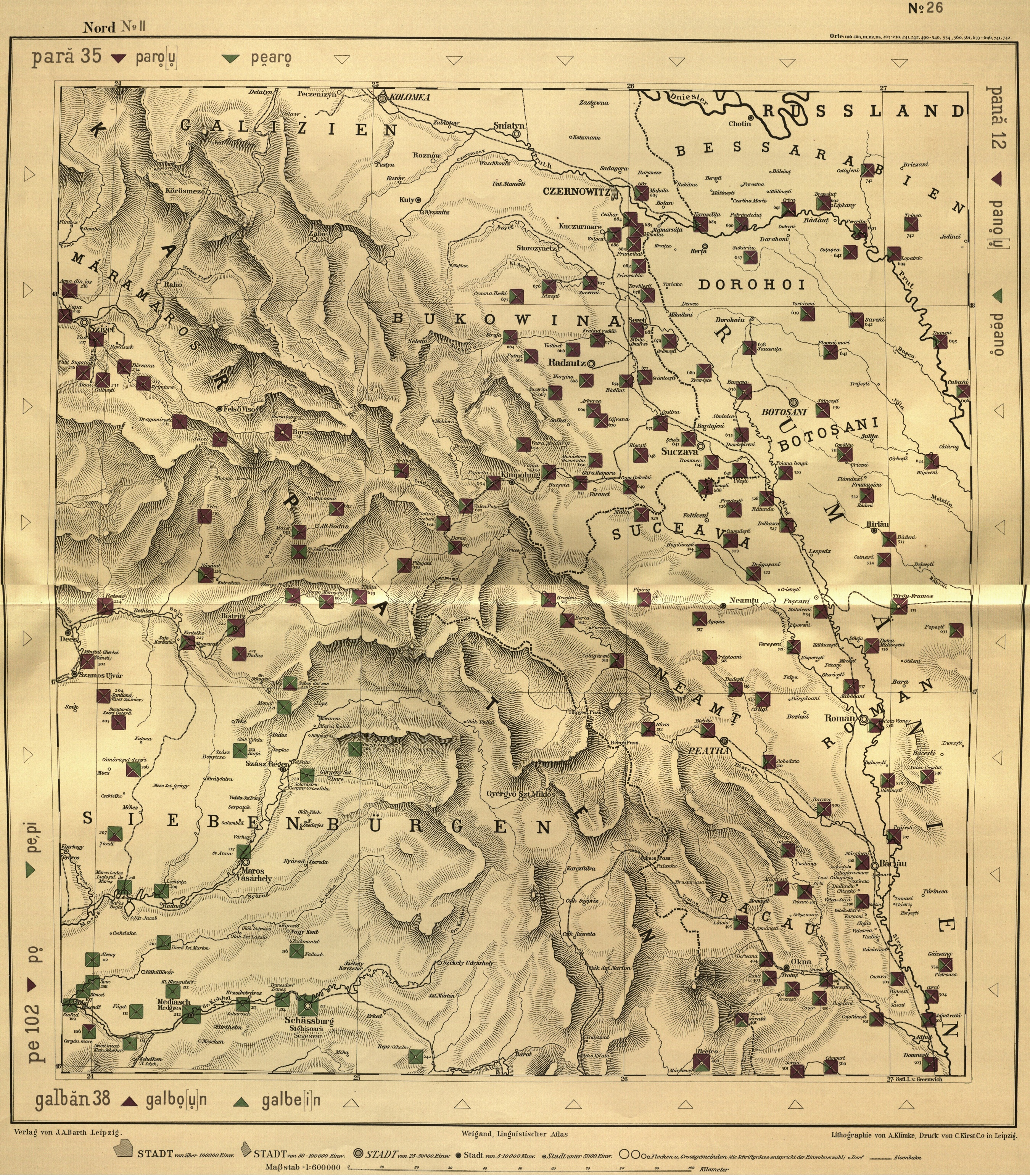
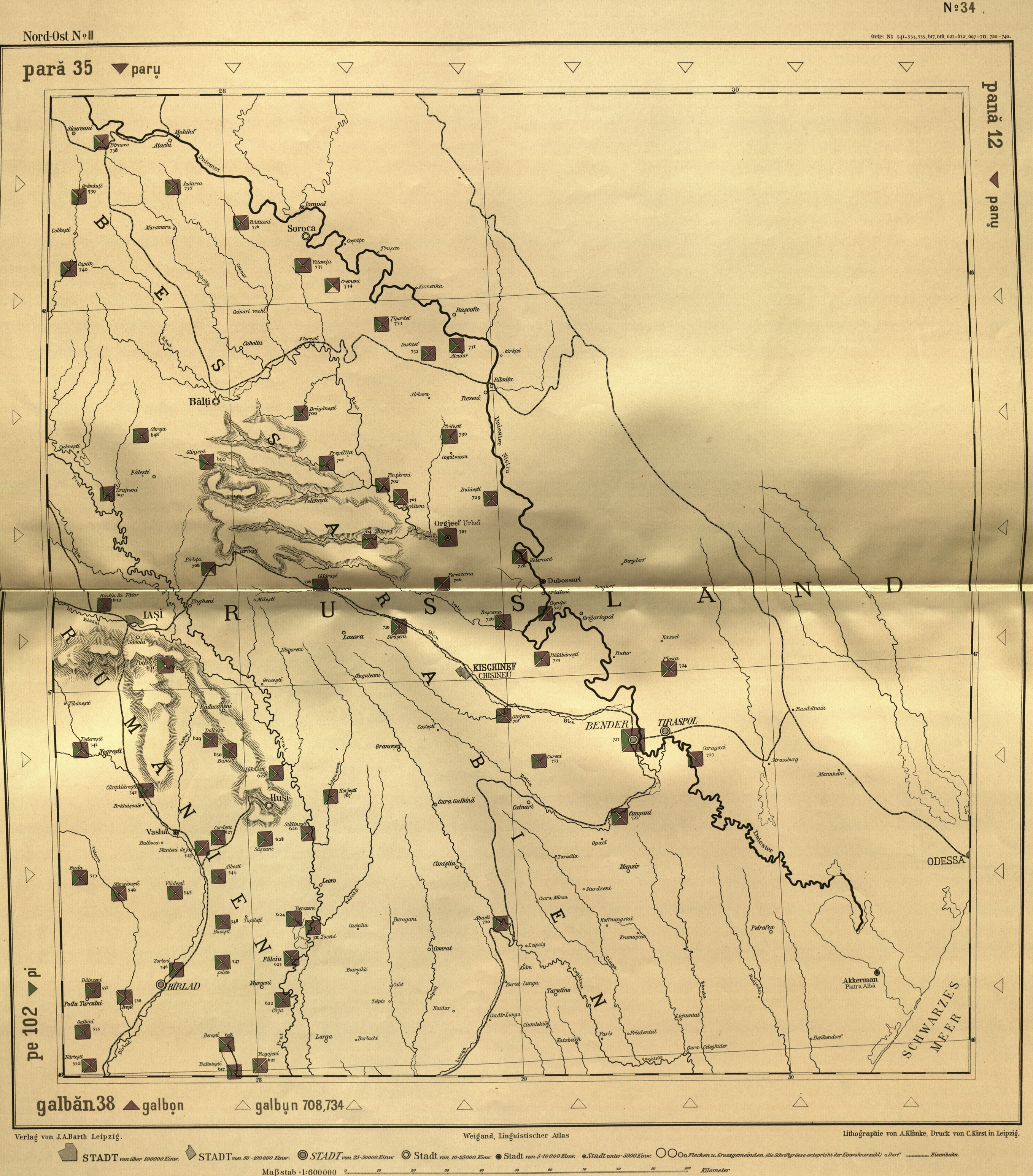
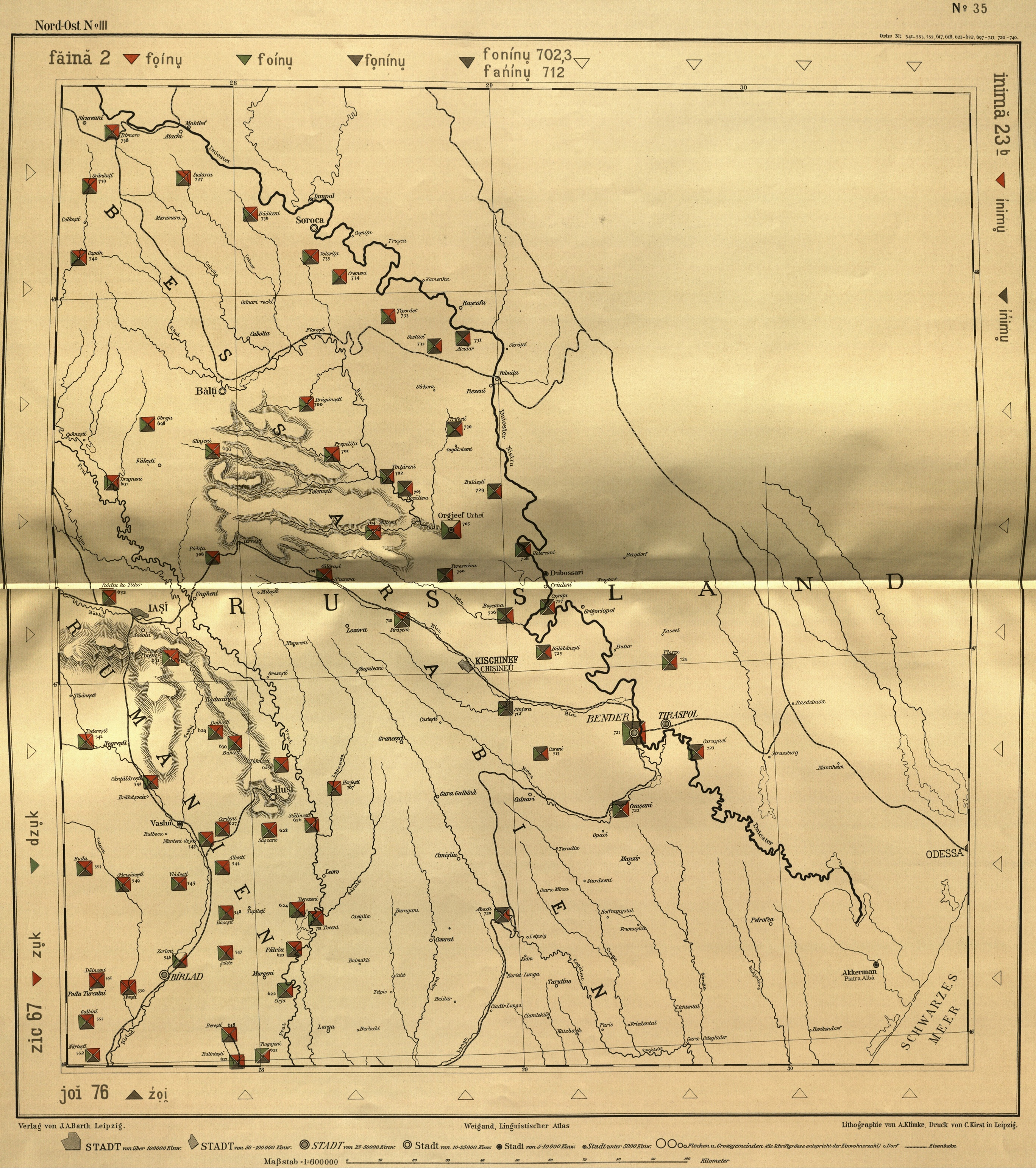
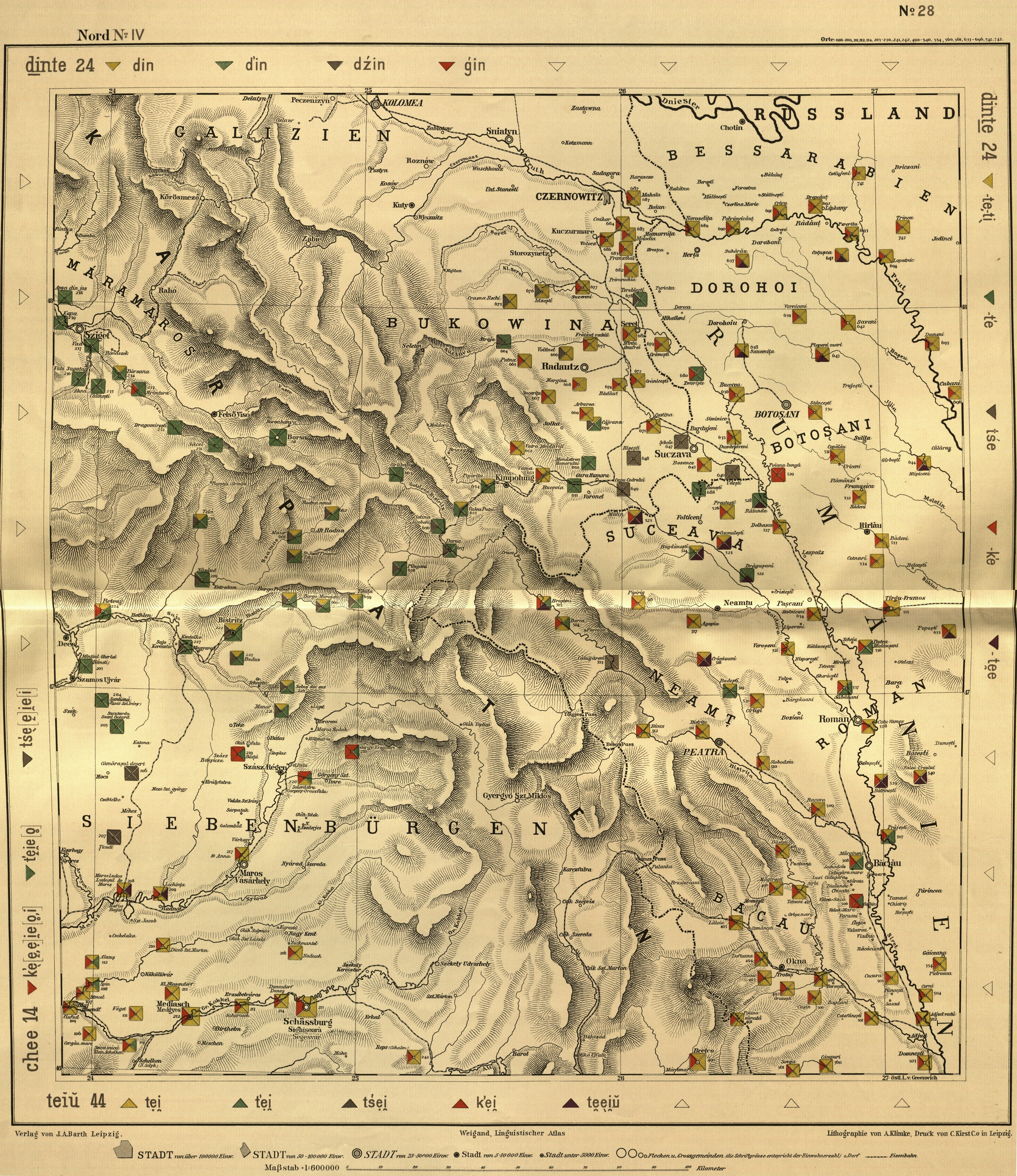
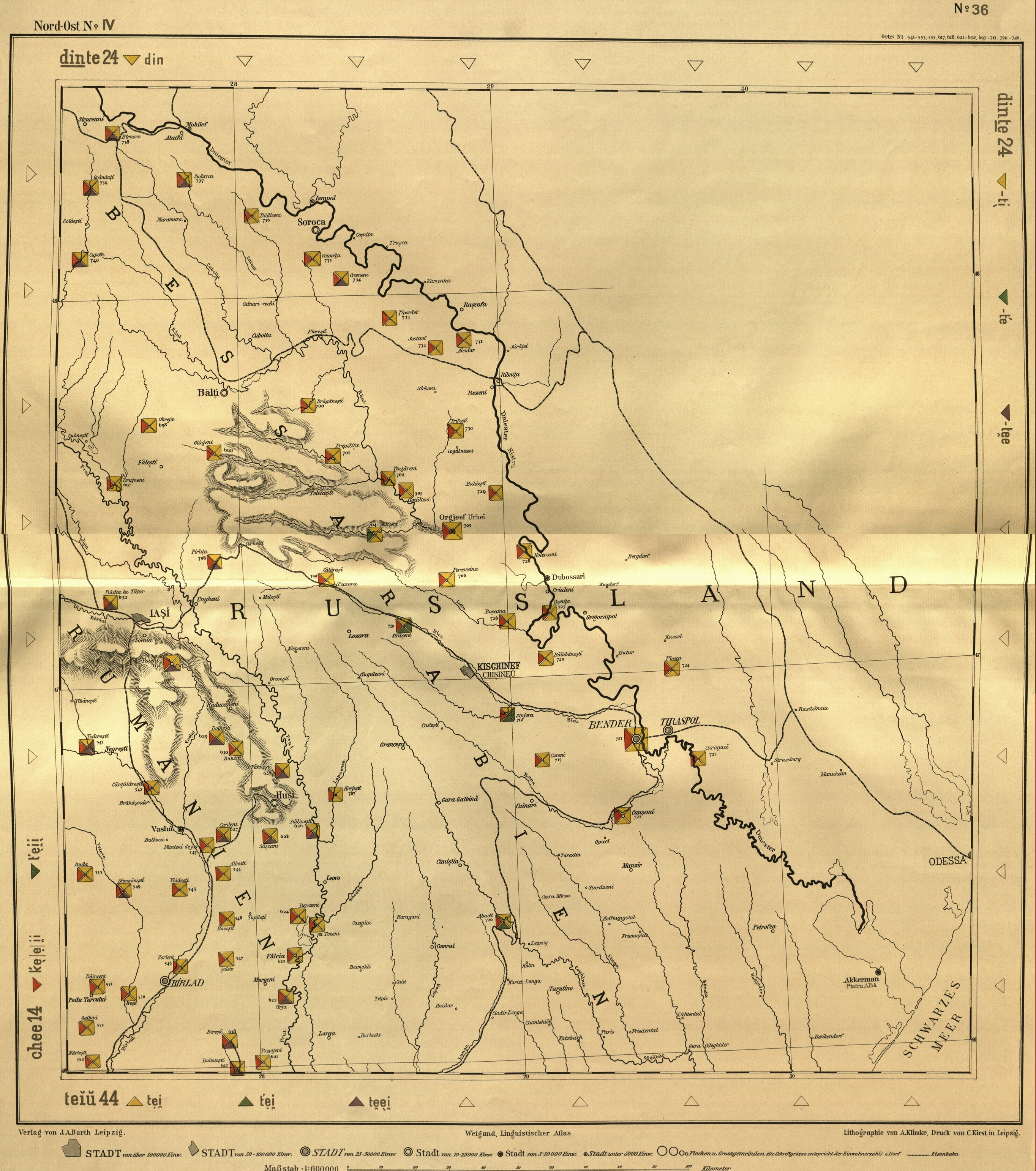
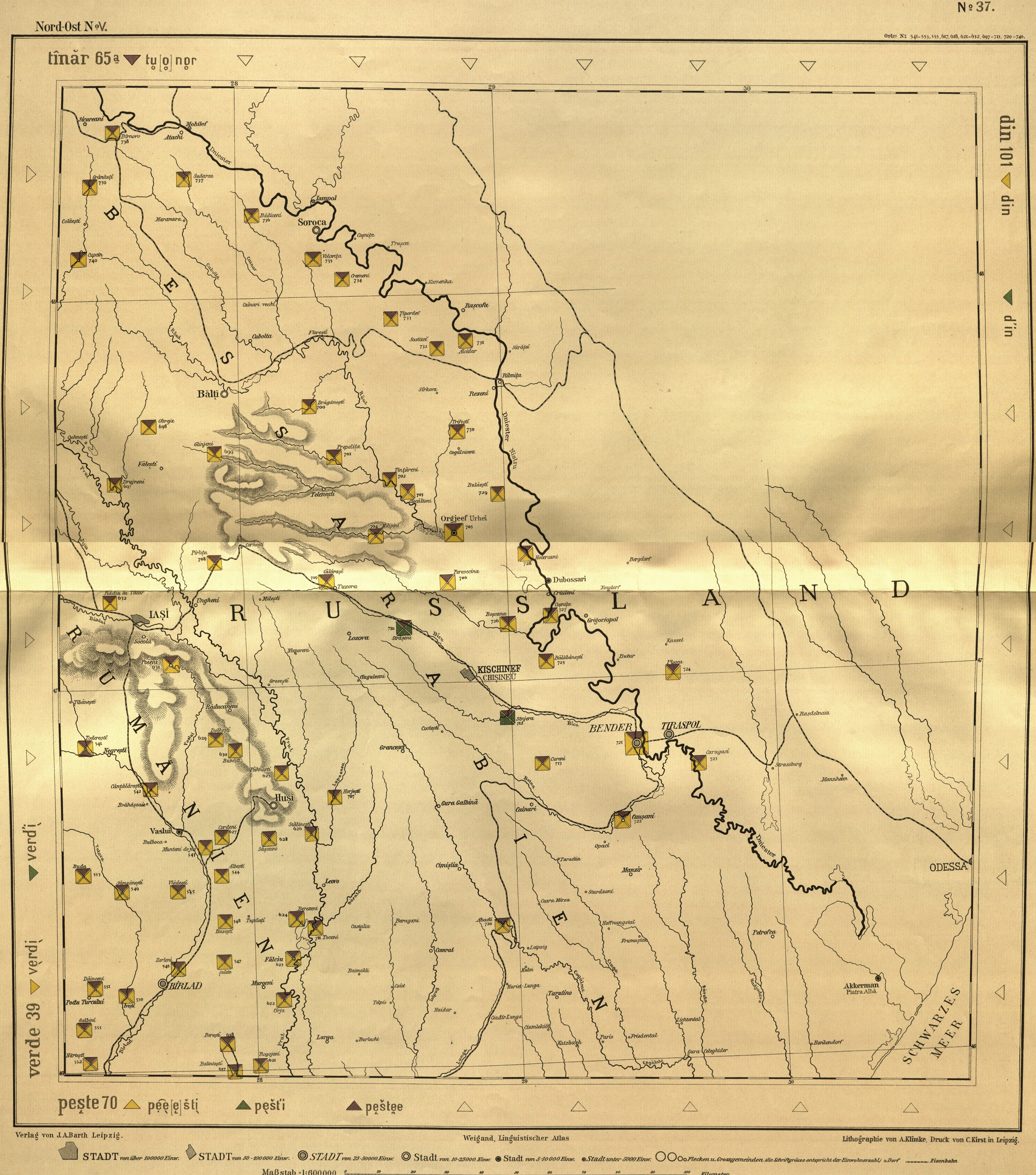
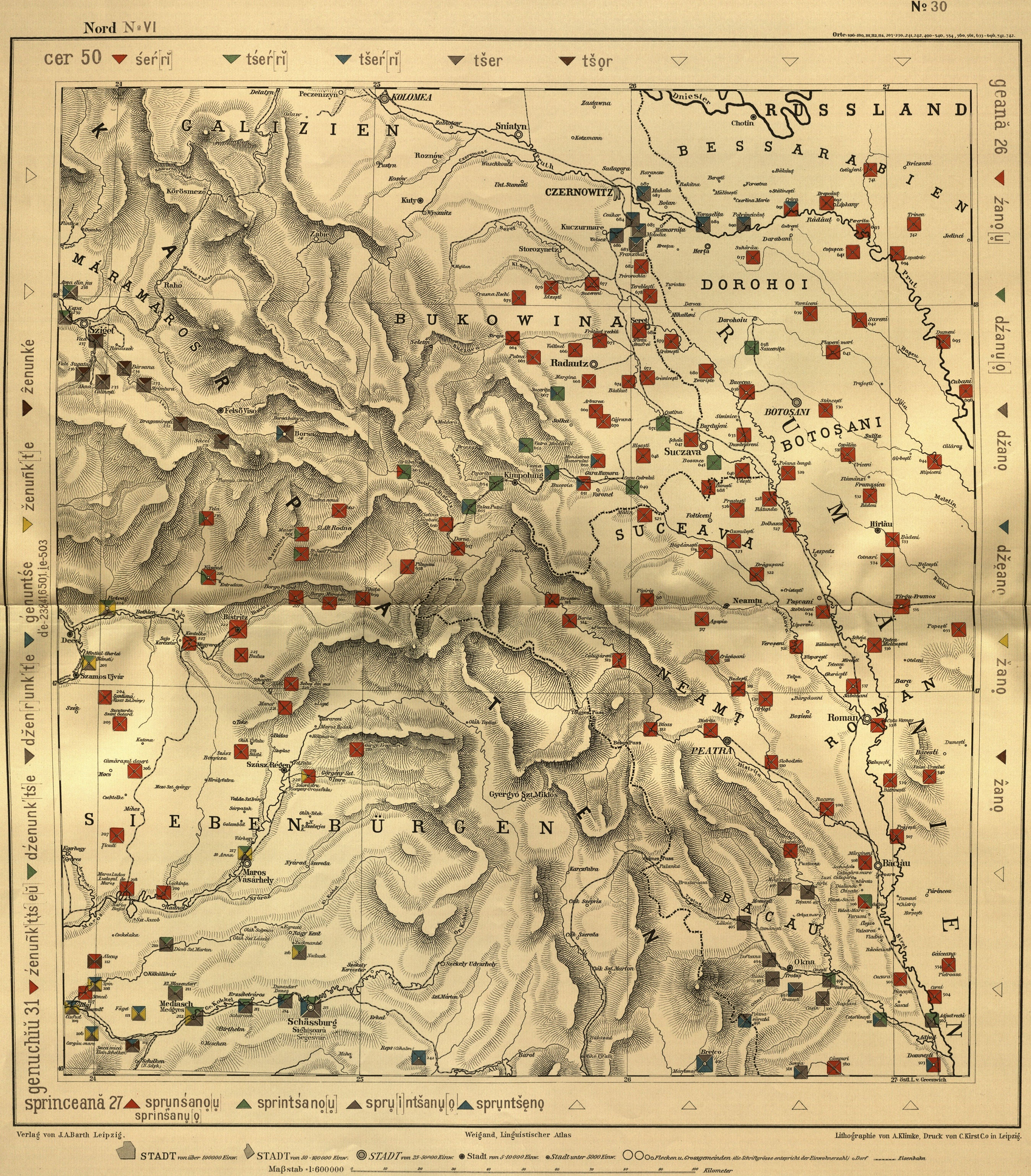
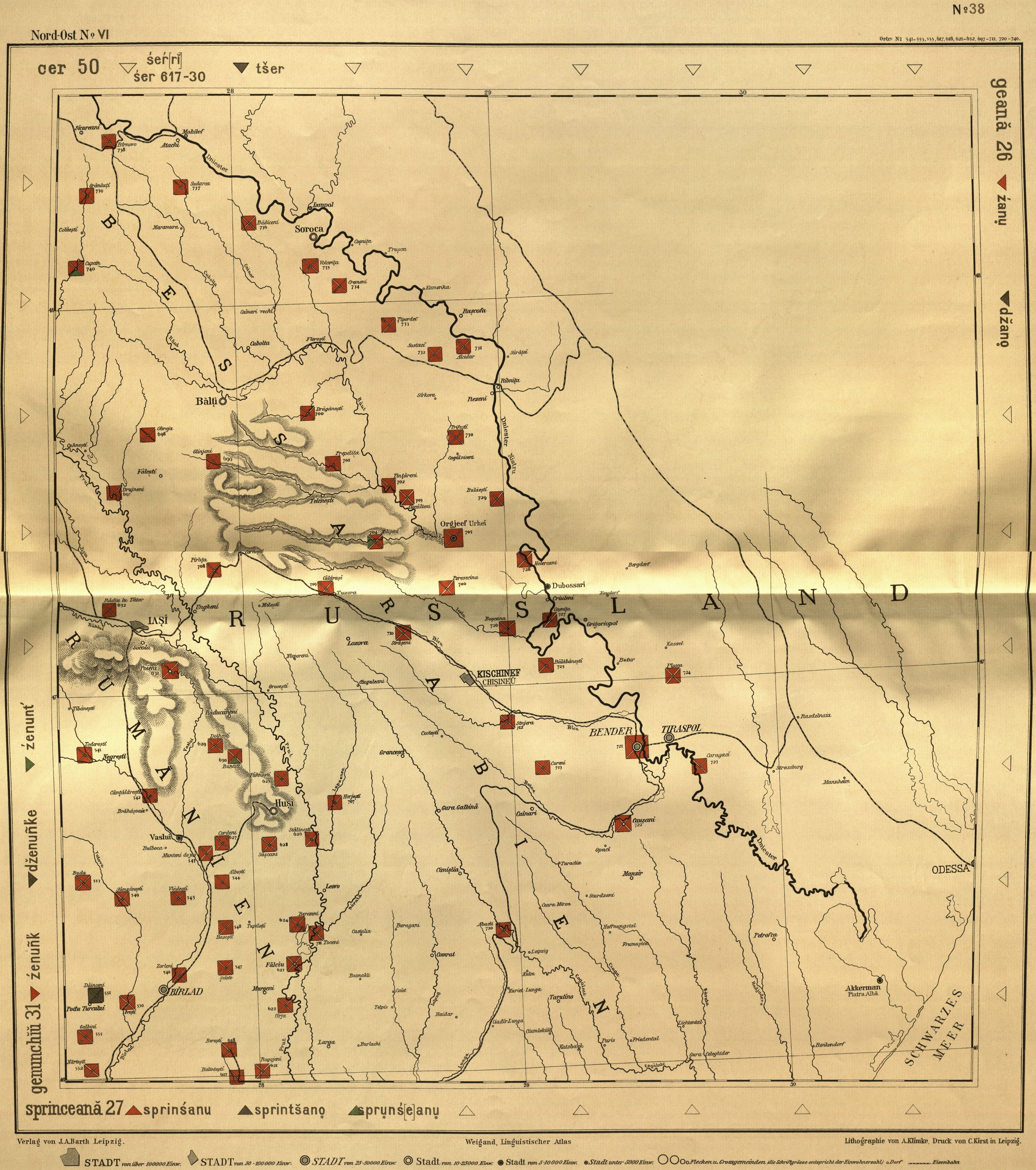
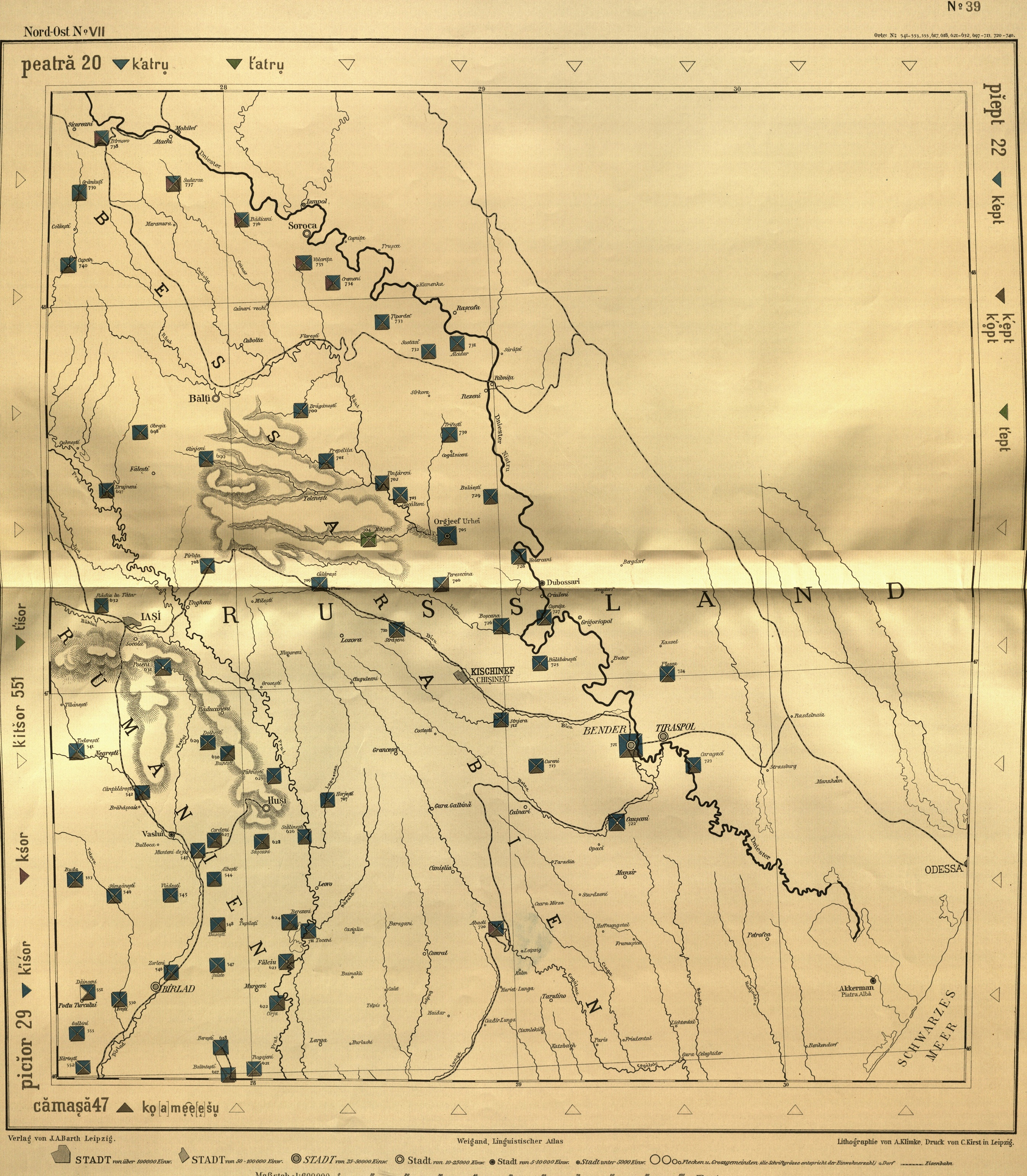
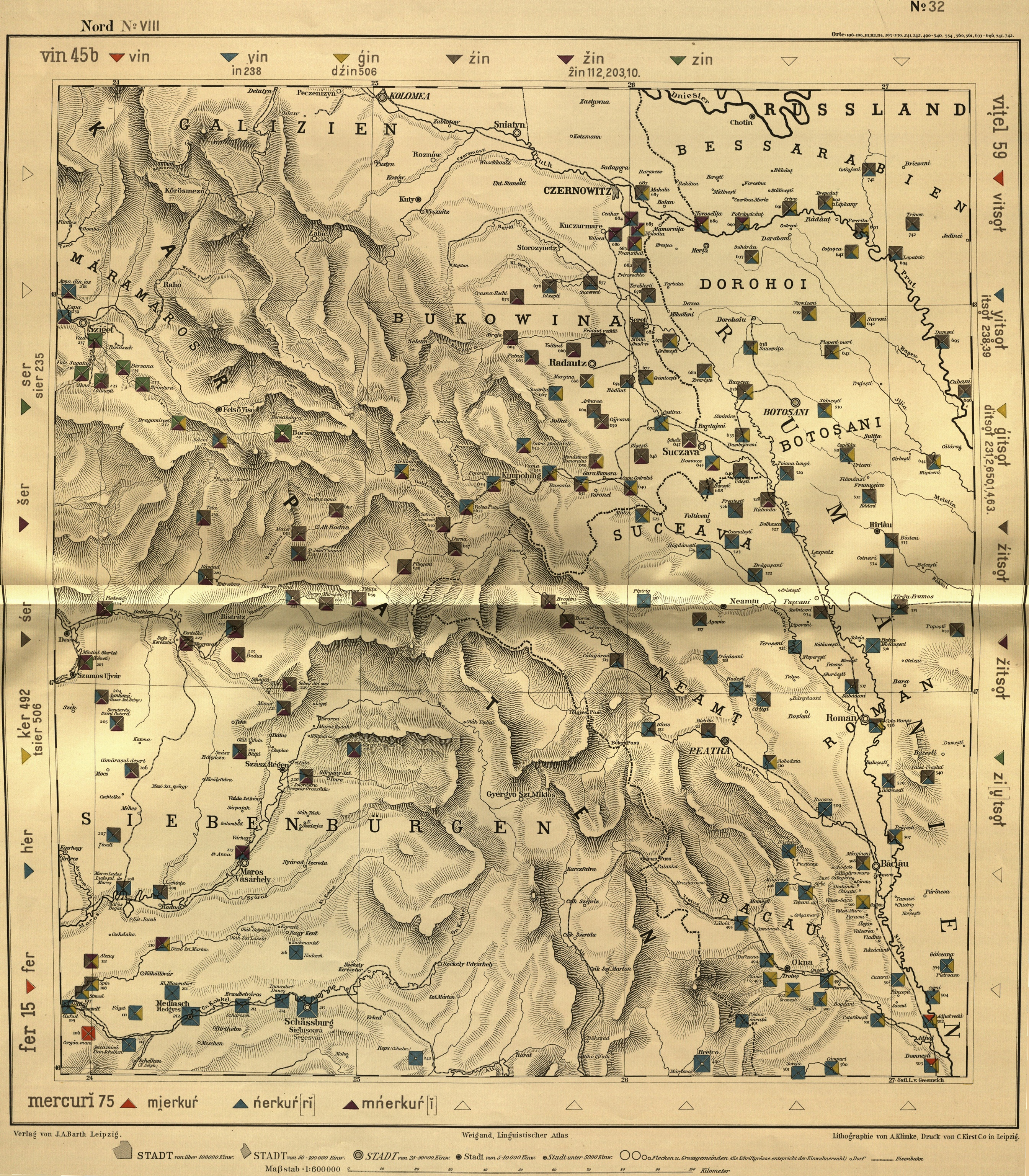
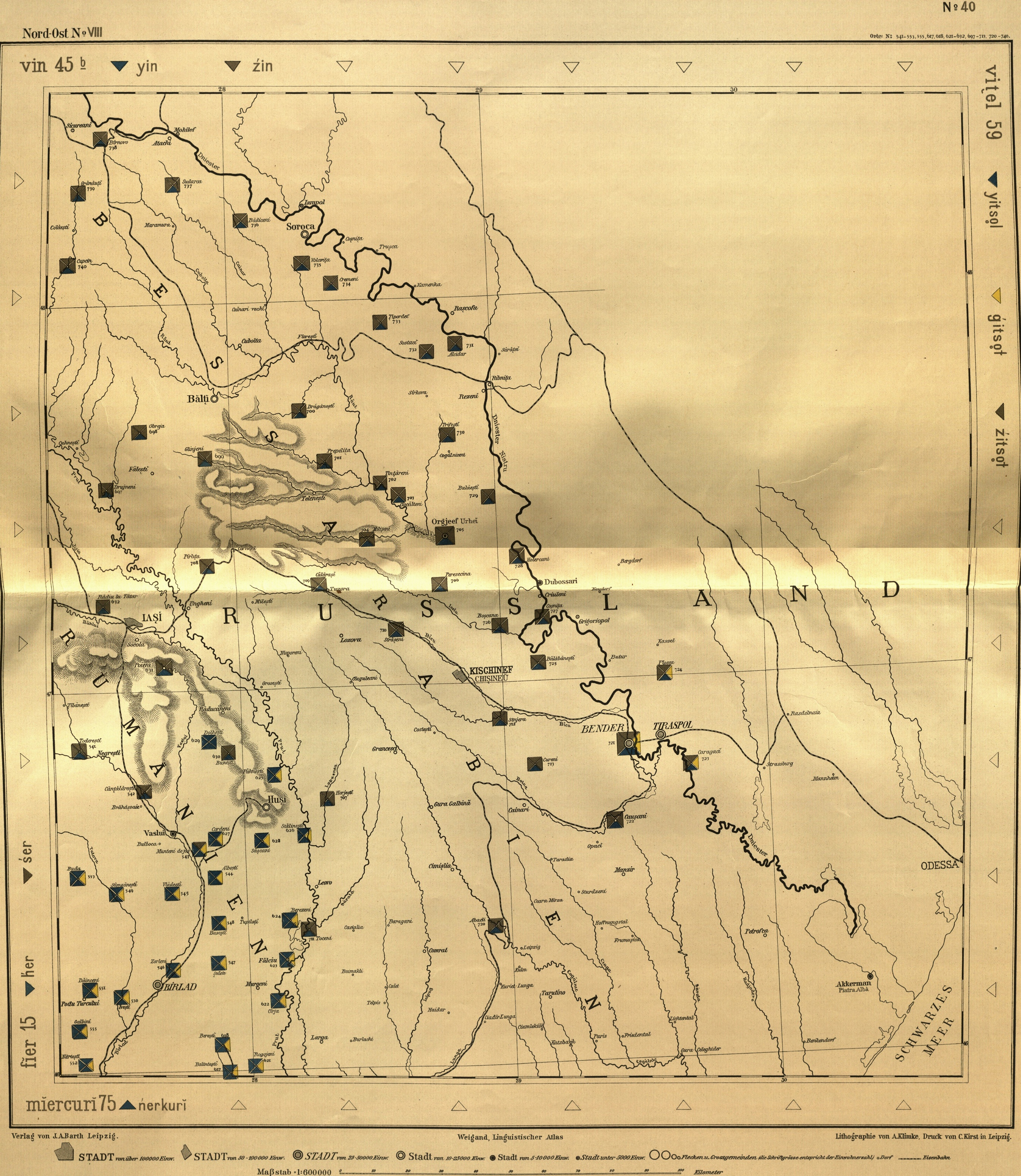